# سیاست زیست‌محیطی

کشورهای دارای بیشترین نابودی جنگل کهن‌رشد (اولیه)

سیاست‌های زیست‌محیطی (به انگلیسی: Environmental politics)، هم سیاست دربارهٔ محیط زیست (همچنین به سیاست‌گذاری زیست‌محیطی مراجعه کنید) و هم یک رشته تحصیلی دانشگاهی متمرکز بر سه مؤلفه اصلی را تعیین می‌کند:
- بررسی نظریه‌ها و اندیشه‌های سیاسی مرتبط با محیط زیست.
- بررسی مواضع زیست‌محیطی احزاب سیاسی جریان اصلی و جنبش‌های اجتماعی محیط زیستی و
- تحلیل سیاست‌گذاری عمومی و اجرای مؤثر آن بر محیط زیست، در سطوح مختلف ژئوپلیتیک.